# 迪加島國家公園
迪加島國家公園是馬來西亞的國家公園，位於沙巴西海岸，成立於1978年，面積158平方公里，涵蓋3座小島，可進行水肺潛水和浮潛等水上活動。